# Lions de Détroit
Stade
Maillots
Champion NFL 1935 - 1952 - 1953 - 1957
Les Lions de Détroit (Detroit Lions en anglais) sont une franchise de la National Football League (NFL) basée à Détroit aux États-Unis.
La franchise est fondée en 1930 sous le nom des « Spartans de Portsmouth ». Elle possède alors son siège à Portsmouth dans l'État de l'Ohio.
La franchise déménage à Détroit pour le début de la saison 1934 et adopte le nom des « Lions de Détroit ».
Les Lions n'ont jamais remporté ou participé à un Super Bowl.
Avant la mise en place du Super Bowl, les Lions furent champions de la NFL en 1935, 1952, 1953 et 1957.
Fin de saison 2008, ils sont la première équipe de l'histoire de la NFL à terminer une saison avec un bilan de 0-16, soit 16 défaites pour aucune victoire.
En saison 2011, ils mettent fin à douze années d'absence en séries éliminatoires, signant leur premier bilan positif depuis une décennie.
Durant l'inter-saison 2009, le jeune quarterback Matthew Stafford signe un contrat pour 72 millions de dollars (dont 41,7 garantis) ce qui constitue, à cette époque, le record NFL pour la signature d'un Rookie.

## Identité visuelle

### Couleurs et uniformes

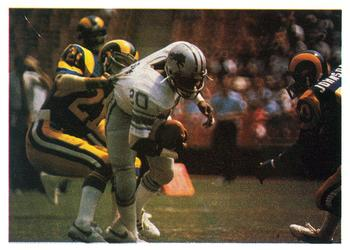
Billy Sims (no 20) courant avec le ballon contre les Rams de Los Angeles le 7 septembre 1980.

À l'exception d'un bref changement de couleurs en écarlate et noir de 1948 à 1950, initié par Bo McMillin (en), entraîneur principal de la franchise à l'époque influencé par ses années à l'université de l'Indiana où il était entraîneur, les uniformes des Lions sont restés essentiellement les mêmes depuis leur arrivée à Détroit en 1934: casques argentés, pantalons argentés et maillots bleus ou blancs,.
Glenn Presnell (en), alors dernier membre survivant des Lions de 1934, se souvient qu'après le déménagement des Spartans de Portsmouth (en) à Détroit, le propriétaire de la franchise, George A. Richards (en), lui avait demandé, à lui et à sa femme, de choisir les couleurs des Lions parmi des combinaisons comprenant rouge et blanc, orange et noir ainsi que bleu et argent. Préférées par les Presnell, le bleu et l'argent ont été adoptées par Richards. Le bleu utilisé par les Lions est officiellement appelé « bleu Honolulu », couleur inspirée par celle des vagues présentes au large des côtes hawaïennes.
Il y a eu des changements mineurs dans la conception des uniformes au fil des ans, comme au niveau des manches et des numéros de maillots. Ainsi, en 1956, des numéros auxiliaires, appelés « numéros TV », sont ajoutés sur les manches des maillots pour aider les commentateurs à identifier les joueurs présents sur la ligne d'engagement. En 1970, un contour blanc est ajouté au logo et, en 1972, des contours sont ajoutés aux numéros (blancs sur les maillots bleus, argentés sur les maillots blancs), la disposition des couleurs sur les numéros des maillots bleus étant inversée en 1982. Les barres du casque, auparavant argentées, deviennent bleues en 1984. En 1998, l’équipe porte des pantalons bleus avec ses maillots blancs et des chaussettes grises, mais cette combinaison est abandonnée après la saison. En 1999, les « numéros TV » sur les manches sont déplacés vers les épaules.
En 1994, toutes les équipes de la NFL portent des maillots « rétro » et ceux des Lions ressemblent à ceux portés lors de la saison 1935 soit des casques et pantalons entièrement argentés, des maillots « bleu Honolulu » avec numéros argentés sans « numéro TV » sur les manches, des chaussettes entièrement bleues et des crampons noirs. Les casques n'ont pas de logo parce qu'à l'époque les casques étaient en cuir. De 2001 à 2004, les Lions portent également des maillots style « années 1950 » lors des matchs traditionnels de Thanksgiving, la NFL encourageant les équipes à porter des maillots « rétro » ce jour-là.
En 2003, pour correspondre à l'introduction de la nouvelle couleur de la franchise, l'équipe ajoute des bordures de couleur noire à son logo et à ses maillots, les barres du casque devenant également noires. Dans cette optique, la franchise introduit un maillot noir alternatif en 2005.
Pour 2008, l'équipe abandonne le maillot noir en faveur d'un uniforme « rétro » pour commémorer le 75e anniversaire de la franchise. Cet uniforme devient le maillot alternatif permanent de l'équipe en 2009 en remplacement de l'ancien maillot noir. Les Lions dévoilent officiellement un nouveau logo et de nouveaux uniformes le 20 avril 2009, le lion du logo étant modifié avec une crinière plus fluide et des crocs tandis que la police de caractères adopte un style plus moderne

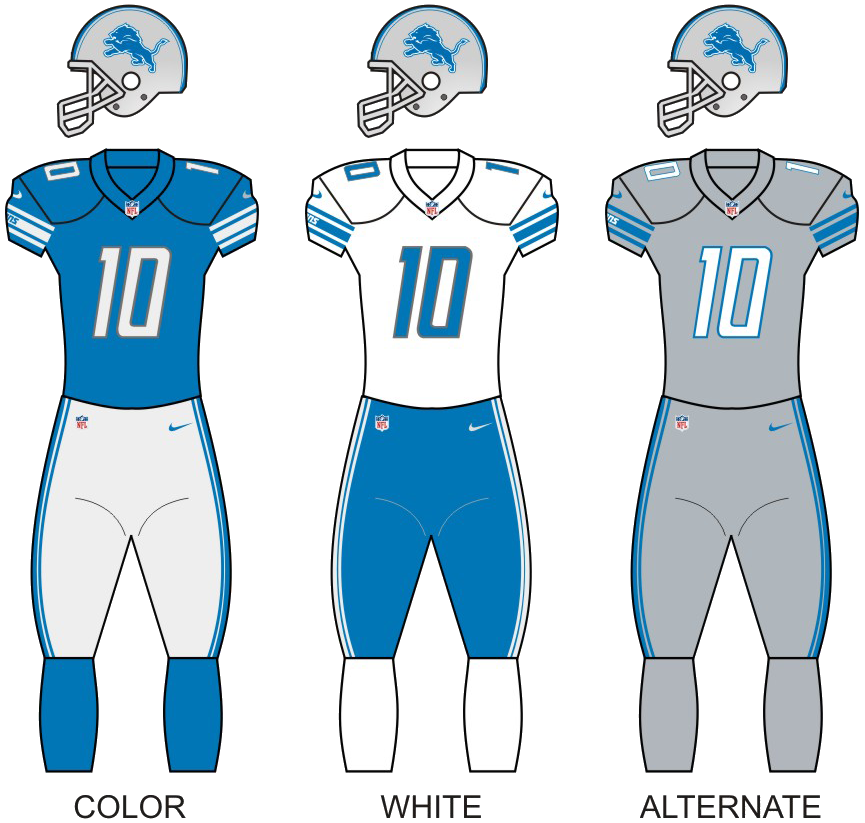
Le design de l'uniforme des Lions de 2017 à 2023.

Le 1er février 2017, les Lions annoncent une nouvelle police de caractères, un nouveau logo et la suppression complète de la couleur noire dans leur identité visuelle. Bien que l'ancien logo ait été conservé, la bordure est passée du noir à l'argent. Le 13 avril 2017, les Lions dévoilent de nouveaux uniformes, comprenant une combinaison maillot blanc et pantalon bleu pour la première fois depuis 1998. Ils introduisent également un uniforme « gris intégral », un uniforme entièrement « bleu Honolulu », et un casque avec une grille argentée. De plus, les Lions ajoutent les initiales « WCF » sur la manche gauche en hommage permanent à William Clay Ford, propriétaire de la franchise de 1963 jusqu'à sa mort en 2014. Cet ajout remplace le patch noir « WCF » sur la poitrine gauche ayant été apposé après son décès.
Le 20 septembre 2021, les Lions portent des pantalons blancs avec leurs uniformes blancs pour un match contre les Packers de Green Bay. Ces pantalons blancs, sans bandes, avaient déjà été portés durant la période « écarlate et noire » en 1948 et 1949.
Le 12 avril 2023, les Lions annoncent qu'ils célébreront leur 90e saison en 2023 avec un logo commémoratif et un patch sur les maillots. Le patch est un hommage au logo utilisé de 1961 à 1969, lequel apparaissait également dans le logo commémoratif « WCF » et celui du 60e anniversaire de la franchise. Le 21 juin 2023, les Lions dévoilent un casque alternatif bleu arborant le logo des années 1960, lequel est porté avec l'uniforme gris, une première depuis 1955.
Le 18 avril 2024, les Lions dévoilent une nouvelle série de maillots :
- Le maillot pour les matchs « à domicile », appelé « One Pride », présente un « bleu Honolulu » retravaillé avec des numéros blancs encadrés d'argent et des manches rayées d'argent avec des accents blancs. Les pantalons sont soit entièrement bleus, soit argentés avec des bandes « bleu Honolulu » et des accents blancs.
- Le maillot pour les matchs « en déplacement, » appelé « The 313 », présente des numéros « bleu Honolulu », des rayures bordées d'argent et le terme « Detroit » en « bleu Honolulu » sur le devant. Les pantalons portés avec ces maillots sont soit entièrement bleus ou blancs. Le casque argenté principal avec une grille « bleu Honolulu » et des bandes bleues avec des accents blancs est porté tant à domicile qu'en déplacement.
- Le maillot alternatif noir, surnommé « Motor City Muscle », possède des numéros « bleu Honolulu » et des rayures bordées argent, ainsi que le terme « Lions » sur le devant. Il est porté avec un casque alternatif « bleu Honolulu » avec des bandes noires et des accents argentés, ainsi qu'un logo représentant un lion bondissant noir aux accents argentés. Ce maillot noir est assorti à des pantalons entièrement noirs ou bleus[16]. Le maillot noir était un des préférés de l'entraîneur principal Dan Campbell dont il portait la version originale lorsqu'il était joueur. Selon Rod Wood (en), président des Lions, c'est Campbell qui a plaidé pour le retour de ce maillot noir, lequel a fait son retour après le titre de champions de la division NFC North en 2023[17] ;
- Le maillot « rétro » est conservé et mis à jour avec le « bleu Honolulu » rafraîchi. Il est assorti d'un casque argenté qui peut être porté avec une grille couleur argenté ou « bleu Honolulu ». L'autocollant commémoratif « William Clay Ford (WCF) » est apposé à l'arrière des casques principaux et alternatifs.

### Logo
En parallèle du dévoilement de leurs nouveaux maillots à compter de la saison 2017, un logo adapté en conséquence au niveau des couleurs est officialisé.

Évolution du logo
1952-1960
1961-1969
1970-2002
2003-2008
2009-2016
Depuis 2017

## Palmarès
- Quatre titres de champions de la NFL (avant la fusion AFL-NFL de 1970 et l'instauration des Super Bowl(s) :
  - 1935 ;
  - 1952 ;
  - 1953 ;
  - 1957.

- Quatre titres champions de conférence :
  - Conférence NFL National : 1952 ;
  - Conférence NFL Western : 1953, 1954, 1957.

- Cinq titres de champions de division : 
  - NFL Western : 1935 ;
  - NFC Central : 1983, 1991, 1993 ;
  - NFC North : 2023.

## Grands joueurs du passé
| N° | Joueurs            | Postes | Années               |
| 7  | Dutch Clark        | QB     | 1934-1938            |
| 35 | Bill Dudley        | HB     | 1947-1949            |
| 22 | Bobby Layne        | QB     | 1950-1958            |
| 50 | Alex Wojciechowicz | C, LB  | 1938-1946            |
| 14 | Jack Christiansen  | DB     | 1951-1958            |
| 56 | Joe Schmidt        | LB     | 1953-1965            |
| 81 | Dick Lane          | DB     | 1960-1965            |
| 28 | Yale Lary          | DB, P  | 1952-1964            |
| 37 | Doak Walker        | HB     | 1950-1955            |
| 20 | Lem Barney         | DB     | 1967-1977            |
| 76 | Lou Creekmur       | G/T    | 1950-1959            |
| 20 | Billy Sims         | RB     | 1980-1984            |
| 20 | Barry Sanders      | RB     | 1989-1999            |
| 71 | Alex Karras        | DT     | 1958-1962; 1964-1970 |
| 84 | Herman Moore       | WR     | 1991-2001            |
| 91 | Robert Porcher     | DE     | 1992-2004            |
| 54 | Chris Spielman     | LB     | 1988-1995            |

## Entraîneurs
| Entraîneurs             | Saisons   |
| Hal Griffin             | 1930      |
| George « Potsy » Clark  | 1931-1936 |
| Earl « Dutch » Clark    | 1937-1938 |
| Elmer « Gus » Henderson | 1939      |
| George « Potsy » Clark  | 1940      |
| Bill Edwards            | 1941-1942 |
| John Karcis             | 1942      |
| Charles « Gus » Dorais  | 1943-1947 |
| Bo McMillin             | 1948-1950 |
| Buddy Parker            | 1951-1956 |
| George Wilson           | 1957-1964 |
| Harry Gilmer            | 1965-1966 |
| Joe Schmidt             | 1967-1972 |
| Don McCafferty          | 1973      |
| Rick Forzano            | 1974-1976 |
| Tommy Hudspeth          | 1976-1977 |

| Entraîneurs         | Saisons                     |
| Monte Clark         | 1978-1984                   |
| Darryl Rogers       | 1985-1988                   |
| Wayne Fontes        | 1988-1996                   |
| Bobby Ross          | 1997-2000                   |
| Gary Moeller        | 2000                        |
| Marty Mornhinweg    | 2001-2002                   |
| Steve Mariucci      | 2003-2005                   |
| Dick Jauron         | 2005 (interim)              |
| Rod Marinelli       | 2006-2008                   |
| Jim Schwartz        | 2009-2014                   |
| Jim Caldwell        | 2014-2018                   |
| Matt Patricia       | 2018-2020                   |
| Darrell Bevell (en) | 2020 (intérimaire-5 matchs) |
| Robert Prince (en)  | 2020 (intérimaire-1 match)  |
| Dan Campbell        | depuis 2021                 |

## Stades
- Universal Stadium (en) : 1930–1933
- University of Detroit Stadium : 1934–1940
- Tiger Stadium : 1938–1939, 1941–1974
- Pontiac Silverdome : 1975–2001
- Ford Field : depuis 2002

## Tradition du jour de Thanksgiving

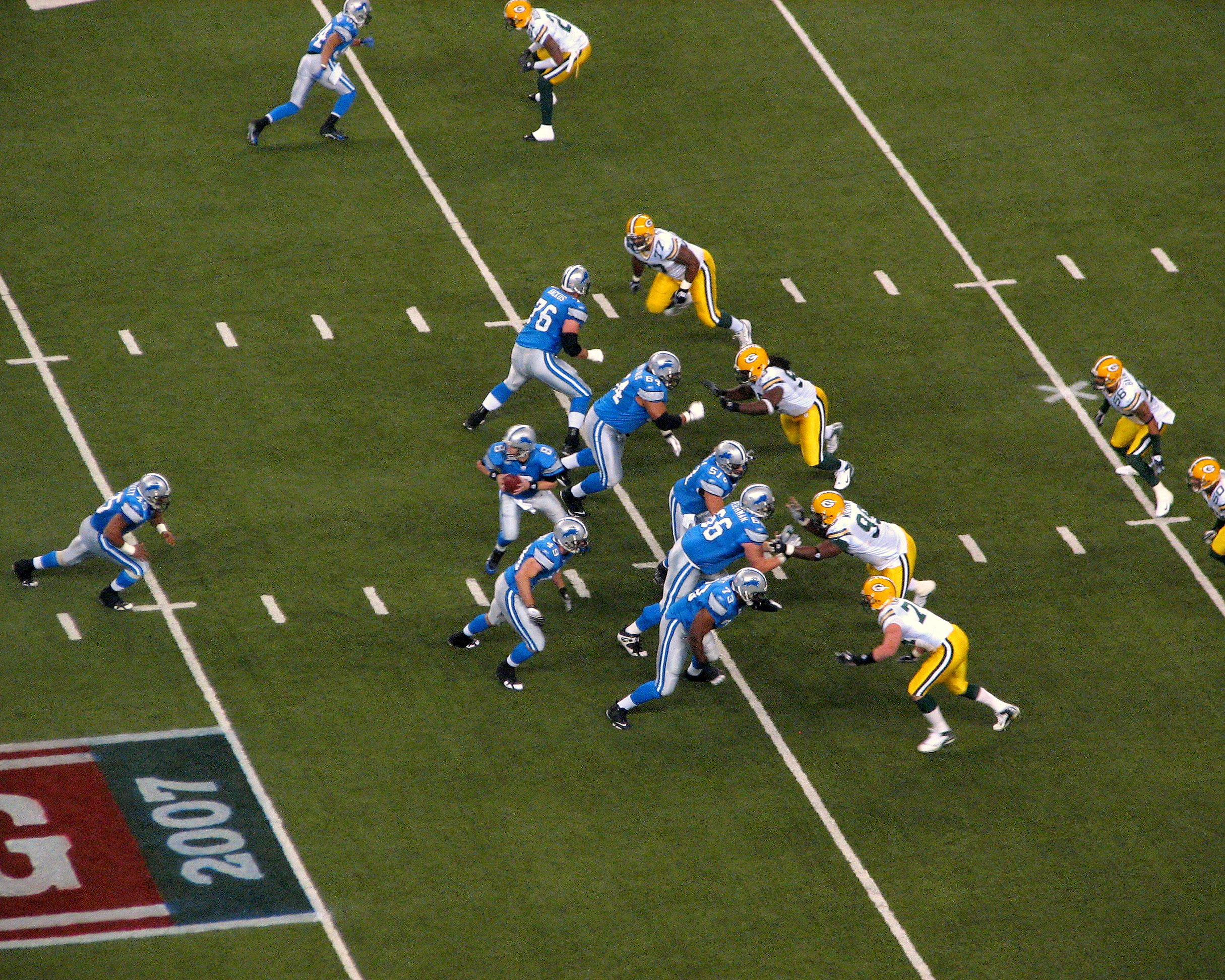
Édition 2007 (contre les rivaux de division des Packers de Green Bay), du match traditionnel de Thanksgiving joué depuis 1934 à l'exception des années de la Seconde Guerre mondiale.

En 1934, le propriétaire de la franchise George A. Richards, qui possédait également la grande station de radio « WJR in Detroit », affiliée à NBC Blue Network et précurseur de l'actuel ABC, a négocié un accord avec la NBC pour diffuser en direct leur match de Thanksgiving sur toutes les stations du réseau. Depuis, les Lions ont chaque fois joué un match le jour de Thanksgiving, à l'exception des années 1939 à 1944 correspondant à la Seconde Guerre mondiale,.

## Bilan saison par saison
| Saison                 | Vic.                                                    | Déf.                                                    | Nuls                                                    | Classement | Séries éliminatoires |
| ---------------------- | ------------------------------------------------------- | ------------------------------------------------------- | ------------------------------------------------------- | --- | --- |
| Spartans de Portsmouth |                                                         |                                                         |                                                         | | |
| 1930                   | 5                                                       | 6                                                       | 3                                                       | 8e NFL | La NFL n'a pas organisé de série éliminatoire avant la saison 1932 |
| 1931                   | 11                                                      | 3                                                       | 0                                                       | 2e NFL | La NFL n'a pas organisé de série éliminatoire avant la saison 1932 |
| 1932                   | 6                                                       | 2                                                       | 4                                                       | 3e NFL | Défaite au premier tour de la série éliminatoire (@ Bears de Chicago) 0–9 |
| 1933                   | 6                                                       | 5                                                       | 0                                                       | 2e NFL Western Division                                                                                                | |
| Lions de Détroit       |                                                         |                                                         |                                                         | | |
| 1934                   | 10                                                      | 3                                                       | 0                                                       | 2e NFL Western Division                                                                                                | |
| 1935                   | 7                                                       | 3                                                       | 2                                                       | 1er NFL Western Division                                                                                               | Vainqueur de la finale NFL (1) (Giants de New York) 26–7 |
| 1936                   | 8                                                       | 4                                                       | 0                                                       | 3e NFL Western Division                                                                                                | |
| 1937                   | 7                                                       | 4                                                       | 0                                                       | 2e NFL Western Division                                                                                                | |
| 1938                   | 7                                                       | 4                                                       | 0                                                       | 2e NFL Western Division                                                                                                | |
| 1939                   | 6                                                       | 5                                                       | 0                                                       | 3e NFL Western Division                                                                                                | |
| 1940                   | 5                                                       | 5                                                       | 1                                                       | 3e NFL Western Division                                                                                                | |
| 1941                   | 4                                                       | 6                                                       | 1                                                       | 3e NFL Western Division                                                                                                | |
| 1942                   | 0                                                       | 11                                                      | 0                                                       | 5e NFL Western Division                                                                                                | |
| 1943                   | 3                                                       | 6                                                       | 1                                                       | 3e NFL Western Division                                                                                                | |
| 1944                   | 6                                                       | 3                                                       | 1                                                       | 2e NFL Western Division                                                                                                | |
| 1945                   | 7                                                       | 3                                                       | 0                                                       | 2e NFL Western Division                                                                                                | |
| 1946                   | 1                                                       | 10                                                      | 0                                                       | 8e NFL Western Division                                                                                                | |
| 1947                   | 3                                                       | 9                                                       | 0                                                       | 5e NFL Western Division                                                                                                | |
| 1948                   | 2                                                       | 10                                                      | 0                                                       | 5e NFL Western Division                                                                                                | |
| 1949                   | 4                                                       | 8                                                       | 0                                                       | 4e NFL Western Division                                                                                                | |
| 1950                   | 6                                                       | 6                                                       | 0                                                       | 4e National Conference                                                                                                 | |
| 1951                   | 7                                                       | 4                                                       | 1                                                       | 2e National Conference                                                                                                 | |
| 1952                   | 9                                                       | 3                                                       | 0                                                       | 1er National Conference                                                                                                | Victoire en finale de Conférence National (Rams) 31–21 Victoire en finale NFL (2) (@ Browns de Cleveland) 17–7                                                                           |
| 1953                   | 10                                                      | 2                                                       | 0                                                       | 1er Western Conference                                                                                                 | Victoire en finale NFL (3) (Browns de Cleveland) 17–16 |
| 1954                   | 9                                                       | 2                                                       | 1                                                       | 1er Western Conference                                                                                                 | Défaite en finale NFL (@ Browns de Cleveland) 10–56 |
| 1955                   | 3                                                       | 9                                                       | 0                                                       | 6e Western Conference                                                                                                  | |
| 1956                   | 9                                                       | 3                                                       | 0                                                       | 2e Western Conference                                                                                                  | |
| 1957                   | 8                                                       | 4                                                       | 0                                                       | 1er Western Conference                                                                                                 | Victoire en finale de Conférence Western (@ 49ers) 31–27 Victoire en finale NFL (4) (Browns de Cleveland) 59–14                                                                          |
| 1958                   | 4                                                       | 7                                                       | 1                                                       | 5e Western Conference                                                                                                  | |
| 1959                   | 3                                                       | 8                                                       | 1                                                       | 5e Western Conference                                                                                                  | |
| 1960                   | 7                                                       | 5                                                       | 0                                                       | 2e Western Conference                                                                                                  | |
| 1961                   | 8                                                       | 5                                                       | 1                                                       | 2e Western Conference                                                                                                  | |
| 1962                   | 11                                                      | 3                                                       | 0                                                       | 2e Western Conference                                                                                                  | |
| 1963                   | 5                                                       | 8                                                       | 1                                                       | 4e Western Conference                                                                                                  | |
| 1964                   | 7                                                       | 5                                                       | 2                                                       | 4e Western Conference                                                                                                  | |
| 1965                   | 6                                                       | 7                                                       | 1                                                       | 6e Western Conference                                                                                                  | |
| Fusion AFL-NFL         |                                                         |                                                         |                                                         | | |
| 1966                   | 4                                                       | 9                                                       | 1                                                       | 6e Western Conference                                                                                                  | -- |
| 1967                   | 5                                                       | 7                                                       | 2                                                       | 3e WC Central Division                                                                                                 | -- |
| 1968                   | 4                                                       | 8                                                       | 2                                                       | 4e WC Central Division                                                                                                 | -- |
| 1969                   | 9                                                       | 4                                                       | 1                                                       | 2e WC Central Division                                                                                                 | -- |
| 1970                   | 10                                                      | 4                                                       | 0                                                       | 2e NFC Central | Défaite en tour de Division (Cowboys de Dallas) 0-5 |
| 1971                   | 7                                                       | 6                                                       | 1                                                       | 2e NFC Central | -- |
| 1972                   | 8                                                       | 5                                                       | 1                                                       | 2e NFC Central | -- |
| 1973                   | 6                                                       | 7                                                       | 1                                                       | 2e NFC Central | -- |
| 1974                   | 7                                                       | 7                                                       | 0                                                       | 2e NFC Central | -- |
| 1975                   | 7                                                       | 7                                                       | 0                                                       | 2e NFC Central | -- |
| 1976                   | 6                                                       | 8                                                       | 0                                                       | 3e NFC Central | -- |
| 1977                   | 6                                                       | 8                                                       | 0                                                       | 3e NFC Central | -- |
| 1978                   | 7                                                       | 9                                                       | 0                                                       | 3e NFC Central | -- |
| 1979                   | 2                                                       | 14                                                      | 0                                                       | 5e NFC Central | -- |
| 1980                   | 9                                                       | 7                                                       | 0                                                       | 2e NFC Central | -- |
| 1981                   | 8                                                       | 8                                                       | 0                                                       | 2e NFC Central | -- |
| 1982                   | 4                                                       | 5                                                       | 0                                                       | 8e Conférence NFC | Défaite lors du premier tour de la série éliminatoire (Redskins de Washington) 31-7 |
| 1983                   | 9                                                       | 7                                                       | 0                                                       | 1er NFC Central | Défaite en tour de Division (49ers de San Francisco) 23-24 |
| 1984                   | 4                                                       | 11                                                      | 1                                                       | 4e NFC Central | -- |
| 1985                   | 7                                                       | 9                                                       | 0                                                       | 4e NFC Central | -- |
| 1986                   | 5                                                       | 11                                                      | 0                                                       | 3e NFC Central | -- |
| 1987                   | 4                                                       | 11                                                      | 0                                                       | 5e NFC Central | -- |
| 1988                   | 4                                                       | 12                                                      | 0                                                       | 4er NFC Central | -- |
| 1989                   | 7                                                       | 9                                                       | 0                                                       | 3e NFC Central | -- |
| 1990                   | 6                                                       | 10                                                      | 0                                                       | 3e NFC Central | -- |
| 1991                   | 12                                                      | 4                                                       | 0                                                       | 1er NFC Central | Victoire en tour de Division (Cowboys) 38–6 Défaite en finale de Conférence NFC (Redskins de Washington) 10-41                                                                           |
| 1992                   | 5                                                       | 11                                                      | 0                                                       | 5e NFC Central | -- |
| 1993                   | 10                                                      | 6                                                       | 0                                                       | 1er NFC Central | Défaite en tour de Wild Card (Packers de Green Bay) 24-28 |
| 1994                   | 9                                                       | 7                                                       | 0                                                       | 3e NFC Central | Défaite en tour de Wild Card (Packers de Green Bay) 12-16 |
| 1995                   | 10                                                      | 6                                                       | 0                                                       | 2e NFC Central | Défaite en tour de Wild Card (Eagles de Philadelphie) 37-58 |
| 1996                   | 5                                                       | 11                                                      | 0                                                       | 5e NFC Central | -- |
| 1997                   | 9                                                       | 7                                                       | 0                                                       | 3e NFC Central | Défaite en tour de Wild Card (Buccaneers de Tampa Bay) 10-20 |
| 1998                   | 5                                                       | 11                                                      | 0                                                       | 4e NFC Central | -- |
| 1999                   | 8                                                       | 8                                                       | 0                                                       | 3e NFC Central | Défaite en tour de Wild Card (Redskins de Washington) 13-27 |
| 2000                   | 9                                                       | 7                                                       | 0                                                       | 4e NFC Central | -- |
| 2001                   | 2                                                       | 14                                                      | 0                                                       | 5e NFC Central | -- |
| 2002                   | 3                                                       | 13                                                      | 0                                                       | 4e NFC North | -- |
| 2003                   | 5                                                       | 11                                                      | 0                                                       | 4e NFC North | -- |
| 2004                   | 6                                                       | 10                                                      | 0                                                       | 3e NFC North | -- |
| 2005                   | 5                                                       | 11                                                      | 0                                                       | 3e NFC North | -- |
| 2006                   | 3                                                       | 13                                                      | 0                                                       | 4e NFC North | -- |
| 2007                   | 7                                                       | 9                                                       | 0                                                       | 3e NFC North | -- |
| 2008                   | 0                                                       | 16                                                      | 0                                                       | 4e NFC North | -- |
| 2009                   | 2                                                       | 14                                                      | 0                                                       | 4e NFC North | -- |
| 2010                   | 6                                                       | 10                                                      | 0                                                       | 3e NFC North | -- |
| 2011                   | 10                                                      | 6                                                       | 0                                                       | 2e NFC North | Défaite en tour de Wild Card (Saints de La Nouvelle-Orléans) 28-45 |
| 2012                   | 4                                                       | 12                                                      | 0                                                       | 4e NFC North | -- |
| 2013                   | 7                                                       | 9                                                       | 0                                                       | 3e NFC North | -- |
| 2014                   | 11                                                      | 5                                                       | 0                                                       | 2e NFC North | Défaite en tour de Wild Card (Cowboys de Dallas) 20-24 |
| 2015                   | 7                                                       | 9                                                       | 0                                                       | 3e NFC North | -- |
| 2016                   | 9                                                       | 7                                                       | 0                                                       | 2e NFC North | Défaite en tour de Wild Card (Seahawks de Seattle) 6–26 |
| 2017                   | 9                                                       | 7                                                       | 0                                                       | 2e NFC North | -- |
| 2018                   | 6                                                       | 10                                                      | 0                                                       | 4e NFC North | -- |
| 2019                   | 3                                                       | 12                                                      | 1                                                       | 4e NFC North | -- |
| 2020                   | 5                                                       | 11                                                      | 0                                                       | 4e NFC North | -- |
| 2021                   | 3                                                       | 13                                                      | 1                                                       | 4e NFC North | -- |
| 2022                   | 9                                                       | 8                                                       | 0                                                       | 2e NFC North | -- |
| 2023                   | 12                                                      | 5                                                       | 0                                                       | 1er NFC North | Victoire en tour de Wild Card (Rams de Los Angeles) 24–23 Victoire en tour de Division (Buccaneers de Tampa Bay 31-23 Défaite en finale de Conférence NFC (49ers de San Francisco) 31-34 |
| 2024                   | 15                                                      | 2                                                       | 0                                                       | 1er NFC North | Défaite en tour de Division (Commanders de Washington) 31-45 |
| 2025                   | Ne pas modifier avant la fin complète de la saison 2025 | Ne pas modifier avant la fin complète de la saison 2025 | Ne pas modifier avant la fin complète de la saison 2025 | Ne pas modifier avant la fin complète de la saison 2025                                                                | Ne pas modifier avant la fin complète de la saison 2025 |
| Totaux                 | 606                                                     | 709                                                     | 34                                                      | Saison régulière (6 titres de division soit 1 en NFL Western, 3 en NFC Central et 2 en North + 4 titres de conférence) | Saison régulière (6 titres de division soit 1 en NFL Western, 3 en NFC Central et 2 en North + 4 titres de conférence)                                                                   |
| Totaux                 | 9                                                       | 15                                                      | -                                                       | Séries éliminatoires                                                                                                   | Séries éliminatoires |
| Totaux                 | 615                                                     | 724                                                     | 34                                                      | Saison régulière + séries éliminatoires (4 titres NFL avant 1966, 0 Super Bowl)                                        | Saison régulière + séries éliminatoires (4 titres NFL avant 1966, 0 Super Bowl) |

Notes : 
1. ↑  Bilan de 6-1-4 en fin de saison, terminant 1er (au niveau des % de victoires) ; Perdent le match de départage contre les Bears ce qui les replace en 3e (au niveau des % de victoires). Le match de départage a été considéré comme match de saison régulière ce qui donne finalement une 3e place et un bilan final de 6–2–4.
2. ↑  Dès la saison 1961, la NFL fait passer le nombre de matchs en saison régulière de 12 à 14 matchs.
3. ↑  La saison NFL de 1967 est la première saison de l'histoire de la ligue qui voit ses équipes réparties en deux conférences de deux divisions. Jusqu'alors, la ligue avait été divisée soit en 2 divisions, soit en 2 conférences ou en 1 seule division.
4. ↑  En 1978, le nombre de matchs joués en saison régulière NFL passe de 14 à 16 matchs.
5. ↑  À la suite de la grève des joueurs en 1982, la ligue est divisée en deux conférences (sans division) raccourcissant la saison régulière à 9 matchs. Les huit meilleures équipes de chaque conférence sont qualifiées pour les playoffs.
6. ↑   Une nouvelle grève des joueurs réduit la saison régulière à 15 matchs.